# 瓜分波蘭

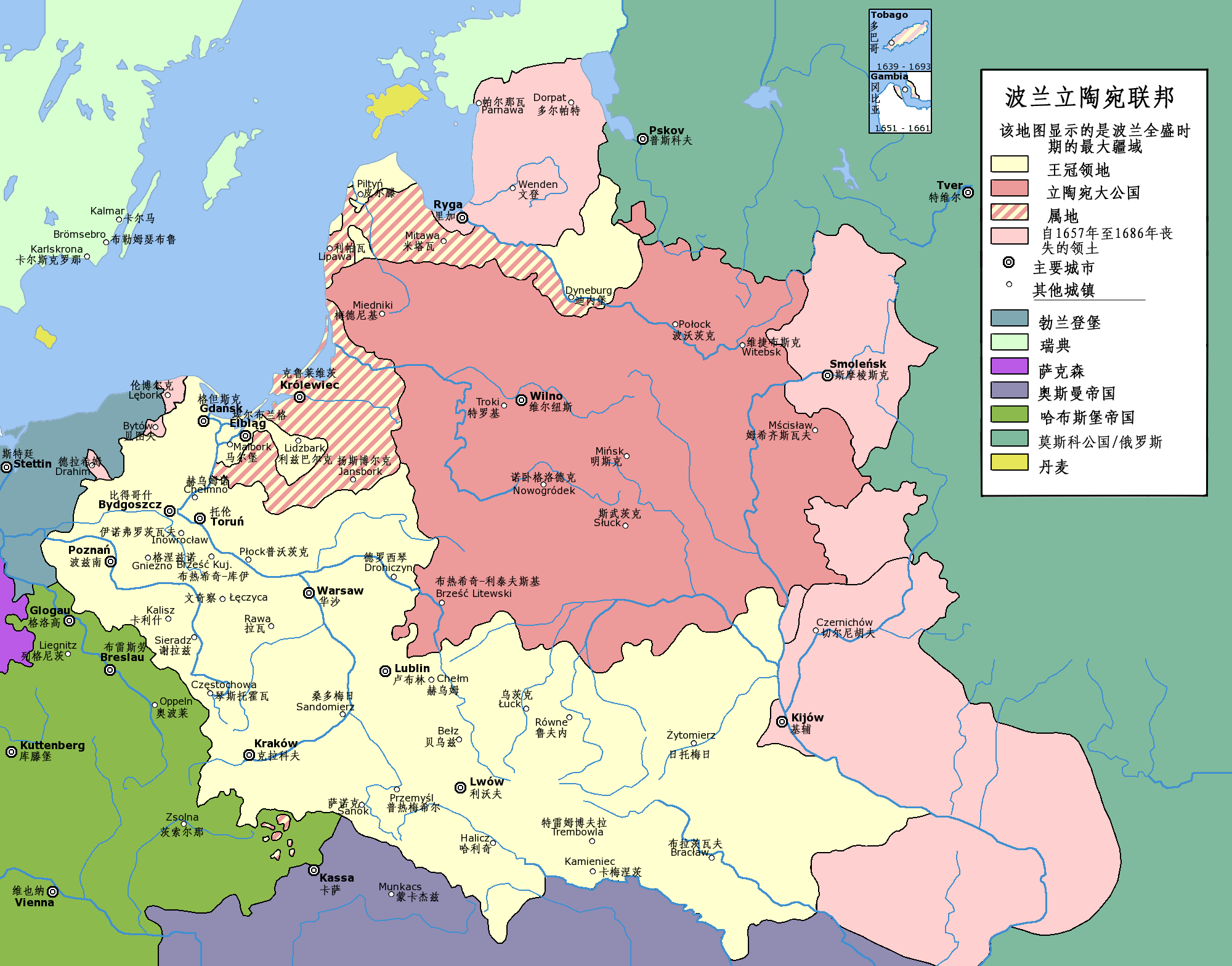
波兰-立陶宛联邦在全盛時期的疆域

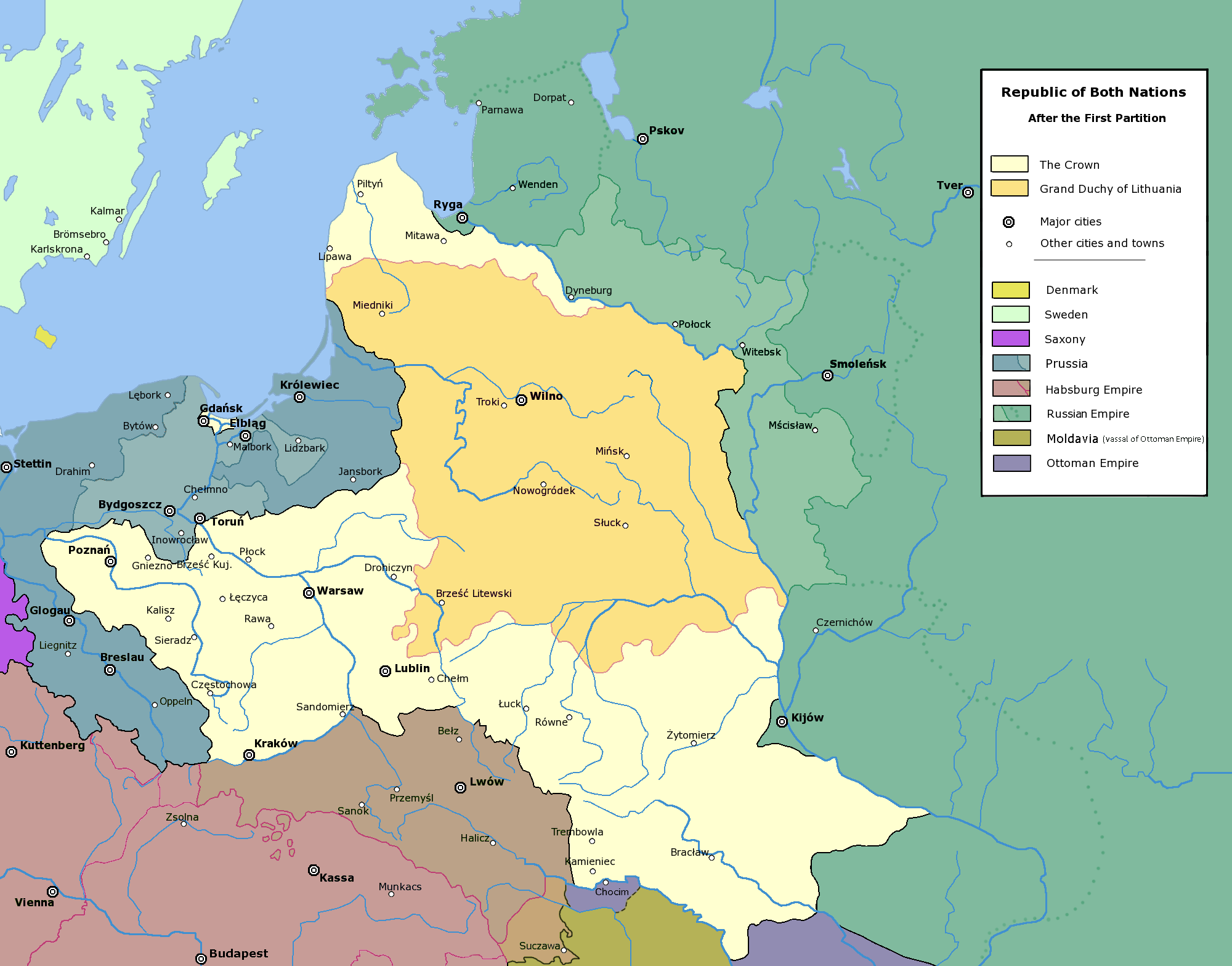
第一次瓜分后波兰的疆域（淺黃色和黃色部份）

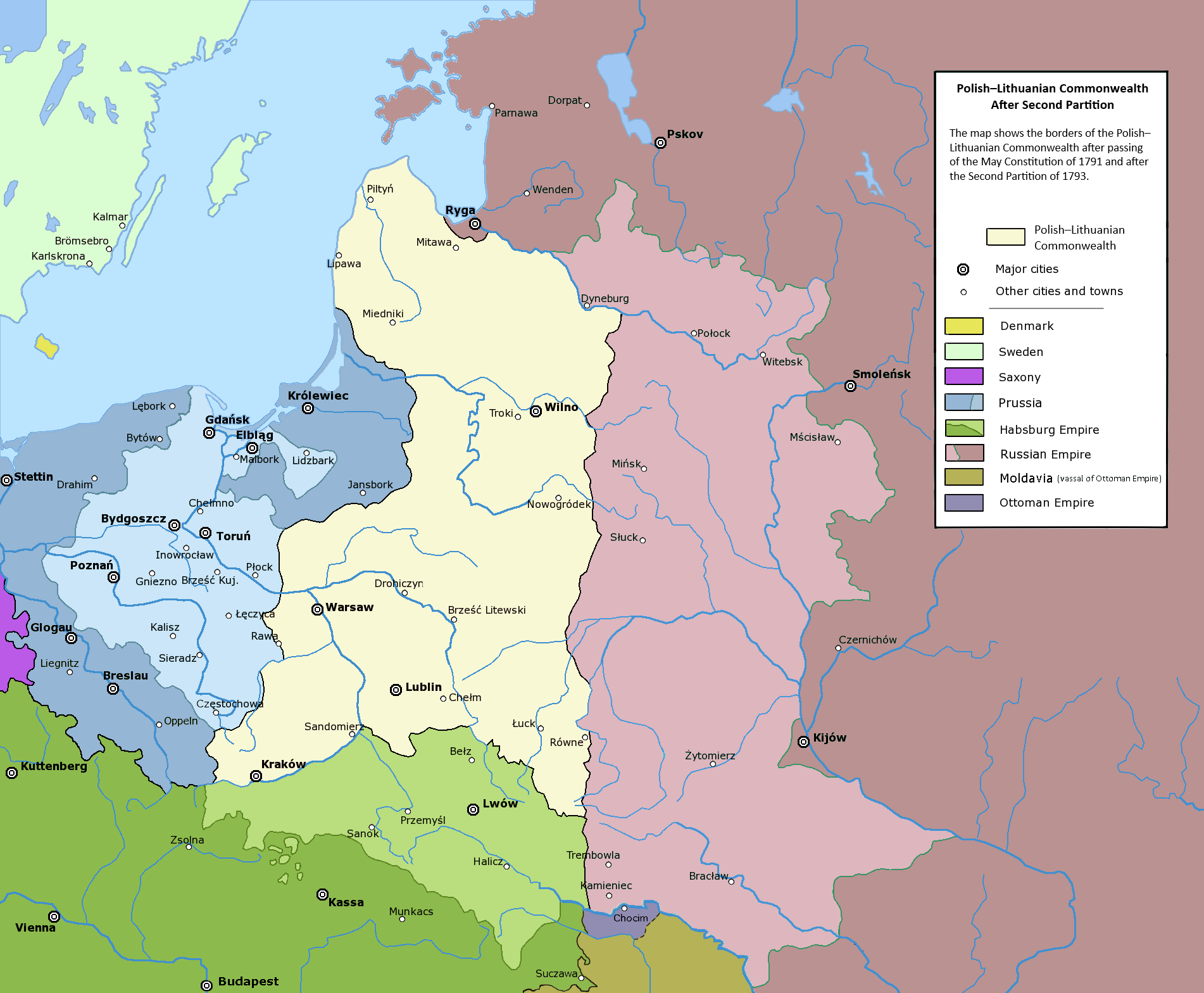
第二次瓜分后波兰的疆域（淺黃色部份）

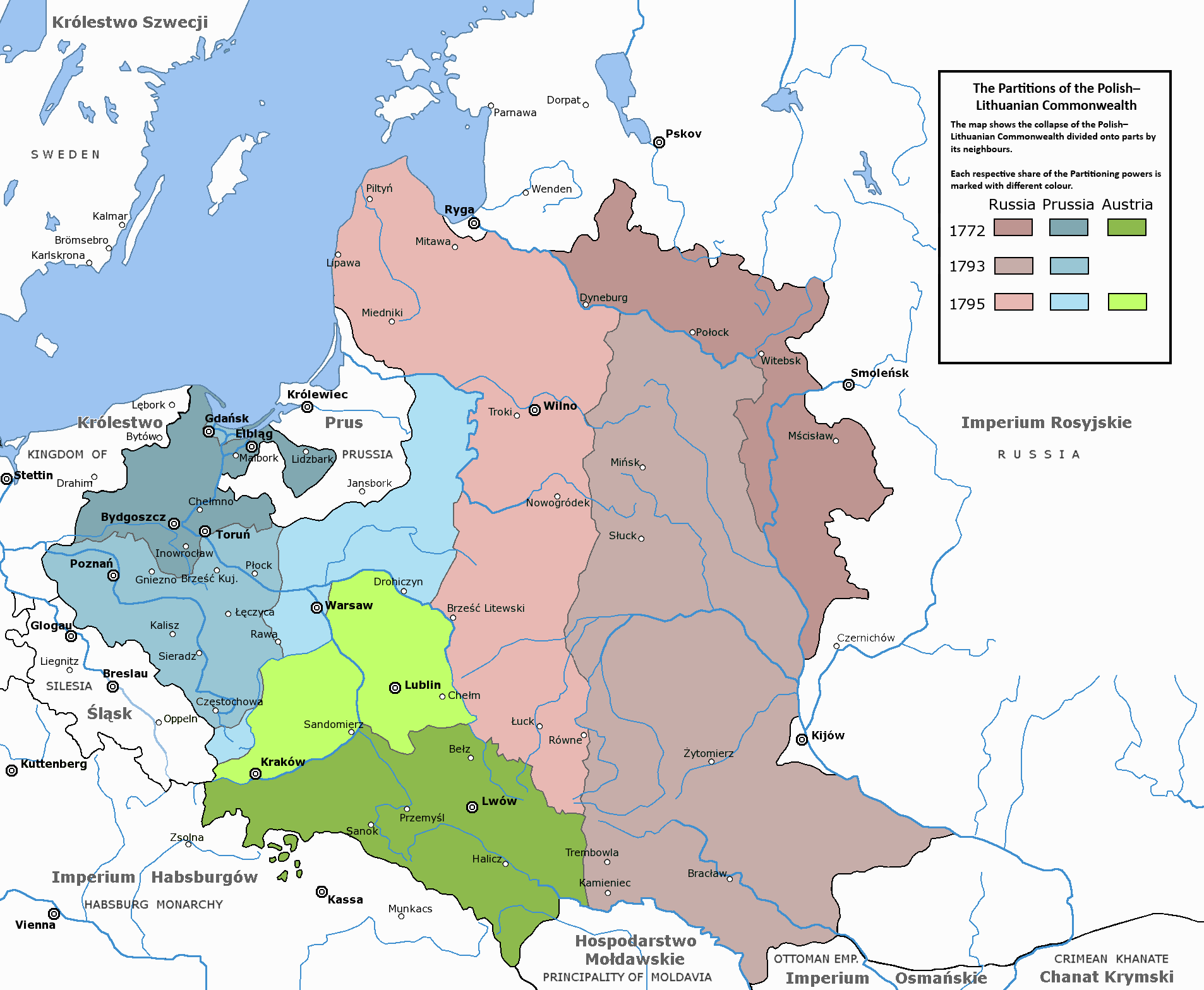
三国瓜分波兰示意图：绿色为奥地利得到的领土，蓝色为普鲁士得到的领土，紅色为俄国得到的领土；由深到浅依次为第一、二、三次瓜分。

瓜分波蘭（波蘭語：Rozbiory Polski）是指近代一系列列強瓜分波蘭的事件。从17世纪开始，當時做為波蘭統治主體的波蘭立陶宛聯邦开始走向衰落，而在18世纪时，波兰的领土开始遭到普鲁士、奥地利帝國（当时为哈布斯堡帝國時期）和俄罗斯帝国三个邻近国家的瓜分，此分割一共分成三个阶段进行，而第三阶段的进行导致了波兰的灭亡，详细分割疆域如右图所示：
- 第一次：1772年8月5日
- 第二次：1793年1月23日，奥地利未有参与。
- 第三次：1795年10月24日，波兰－立陶宛联邦正式宣告灭亡。

## 第一次瓜分
1772年2月19日，俄羅斯、普魯士和奧地利於維也納簽署瓜分波蘭的協定。八月初，俄羅斯、普魯士和奧地利軍隊同時進攻波蘭，並且各自佔領根據瓜分協定所得的波蘭領土。1772年8月5日，俄、普、奧三國簽訂瓜分波蘭的條約。根據條約，俄羅斯佔領西德維納河、德魯奇河和第聶伯河之間的白俄羅斯以及部分拉脫維亞，面積9.2萬平方公里、人口130萬；普魯士佔領瓦尔米亚、除格但斯克以外的波莫瑞省、除托倫以外的海爾姆諾省、瑪律博克省，面積3.6萬平方公里、人口60萬；奧地利佔領克拉科夫省、桑多梅日省的南部和加里西亞大部，面積8.3萬平方公里、人口265萬。
雖然部份城市曾作出抵抗，例如克拉科夫的瓦維爾城堡一直堅守至四月才陷落。但由於沒有外援支持和華沙被佔領，波蘭議會最終在1773年9月18日被迫承認條約。瓜分條約令波蘭失去211,000平方公里領土（30%領土）和超過400萬人口（三分之一的人口）。
在第一次瓜分波兰时，普鲁士国王腓特烈二世给奧地利的玛丽亚特雷莎女皇的信中提到：“（在这件事上）俄羅斯凱瑟琳二世和我，绝对是强盗。我只想知道她会如何对神父忏悔自己的罪过？她取得（波蘭）時哭了；她哭得越多，取得越多！”

## 第二次瓜分
1793年發生的第二次瓜分波蘭，是由普魯士王國與俄羅斯帝國協力完成，奧地利則因為忙於對法國大革命的處理，沒有參予瓜分。
事件的起因，在於開明改革的波蘭國王斯坦尼斯瓦夫二世，與受到啟蒙運動和美國獨立等事件啟發的愛國理性派人士（包含進步的貴族與市民）攜手聯合，於1780年代末發起抵制外力的愛國主義運動。他們利用俄國忙於俄土戰爭與俄瑞戰爭的大好良機，在1788到1792年召開的「四年瑟姆（波蘭議會）」中通過一連串的改革議案：包括抵制俄國干涉波蘭（勒令俄軍退出波蘭）、撤銷俄國操作的常務院、擴軍至10萬（原來波蘭只有24,000的陸軍），以及理性進步的五三憲法（改造波蘭為中央集權的君主立憲制）。一連串的行動觸怒了俄國女皇凱薩琳二世，以及波蘭內部反改革的守舊派地方貴族；而國王與改革人士，卻因為與普魯士簽訂反俄同盟（1790年5月）而自以為高枕無憂，於1791年正式頒布了五三憲法（受到1789年法國大革命啟發），打算結束波蘭過去的封建無政府狀態，並開啟一個全新的時代。
改革人士的美夢沒有持續太久，當1792年俄國結束與瑞典、土耳其的戰爭之後，立刻把軍隊往波蘭方向調集，並鼓動波蘭的守舊派大貴族起兵，反抗改革與五三憲法。於是守舊派貴族起兵打內戰，成立實質上「叛國」的塔戈維查聯盟（許多貴族已經把百年來引狼入室的外國干涉視為常態，所以根本沒有「叛國」與「賣國」的自覺），組織二萬聯軍朝華沙進軍，並要求俄國派兵支援以「恢復」波蘭珍貴的貴族民主制。於是叶卡捷琳娜二世派出97,000的精銳俄軍進攻波蘭，宣稱只要廢除所有改革議案（包括五三憲法），恢復俄國在波蘭的駐軍與常務院，就會保障波蘭的領土與財產安全。波蘭王軍與愛國者所組織的部隊雖然極力抵擋勢如破竹的俄軍（以及叛國的塔戈維查聯盟之猛攻），他們的英勇作戰一度締造輝煌戰績（波軍只有3.7萬，且大多是缺乏訓練的新兵，敵軍卻有12萬），但是在普魯士軍背盟撤退與四面楚歌的雙重打擊之下，波蘭國王斯坦尼斯瓦夫二世最終接受王室顧問的勸說，忍痛於7月24日正式投降，並帶頭加入叛國的塔戈維查聯盟，波蘭的抵抗因此灰飛煙滅。之後愛國者被迫害而逃往國外，塔戈維查聯盟組成了傀儡政府，取消一切改革與五三憲法。
1793年初，叶卡捷琳娜二世撕毀保障波蘭領土的承諾，與普魯士國王腓特烈·威廉二世一同發動了第二次瓜分波蘭。包含國王斯坦尼斯瓦夫二世在內的塔戈維查聯盟對此錯愕萬分，但在俄軍包圍召開下的瑟姆投票時，不敢逃又不敢言的議員們，最後由議會主席宣布用沉默表示同意瓜分議案。於是乎，第二次瓜分讓波蘭失去了大約308,000平方千米的土地，國土面積減少至223,000平方千米，並失去了超過300萬人口，波蘭人口僅剩下340萬人，僅為在第一次瓜分前人口（1,000萬）的三分之一。

## 第三次瓜分
科希丘什科領導下層人民起義，初時贏得勝利，但最終被沙皇俄國訓練有素的軍隊鎮壓而失敗。普魯士、奧地利帝國及俄羅斯帝國等三國瓜分勢力為了剷除波蘭剩餘勢力所帶來的動蕩，決定以「將獨立的波蘭徹底抹去」的方式解決問題，讓波蘭的名稱從此自歷史消失，以遏制波蘭社會的異議和民族情緒。在當時的資料或法律文書，甚至是三國國內的百科全書，遇須提及波蘭或波蘭人民的情況，常以波蘭具歷史代表性的地區名稱來取代，如馬佐夫舍等。此種刻意模糊的搪塞在此時期引發波蘭各地多次起義事件。1795年10月24日三國代表再次簽訂瓜分條約，將剩餘的波蘭聯邦國土全部瓜分。
第三次瓜分中，俄羅斯獲得了12萬平方公里土地和120萬人口及維爾紐斯；普魯士獲得了新的省份：新東普魯士和新西里西亞，共5.5萬平方公里土地和100萬人口及華沙；奧地利獲得了4.7万平方公里土地和120萬人口及盧布林和克拉科夫。
此次瓜分後，此之後波蘭從世界地圖中消失，直到一次世界大戰結束後，波蘭才得以恢復獨立地位。而上述在十八世紀三國瓜分波蘭領土的過程，史稱瓜分波蘭，總計俄國在三次瓜分中獲得600萬、普國250萬、奧國370萬人口。另外在二次世界大戰爆發之後，納粹德國和蘇聯曾經再一次瓜分波蘭的領土。
拿破侖曾經以華沙公國的名義復辟了波蘭政府。在拿破侖戰敗後，俄普奧三國建議將剩餘並未被他們合併的波蘭領土，稍微自治（至少是理論上自治）的地區合併成一個新國家，包括：
- 波兹南大公国（普鲁士控制）
- 克拉科夫共和国（奥地利控制）
- 波蘭會議王國（由俄国控制）

這個國家保證會認可波蘭語，尊重波蘭文化及波蘭人的權利。可是這些承諾很快就被違反，這些剩餘的地區被該三個國家吞併。第三次瓜分和瓜分本身在現代波蘭、學術圈和公共談論時仍是個具爭議性的話題；尤其是在提到波蘭和俄羅斯的關係時，俄羅斯為歷次瓜分的最大受益者。
此次場發生於1795年的第三次瓜分波蘭，為連續瓜分波蘭事件中的最後一次。波蘭立陶宛聯邦的土地為普魯士、奧國及俄羅斯帝國所分，有效地結束。直到123年以后的1918年，波兰再次获得独立。

## 第四次瓜分
「第四次瓜分波蘭」一詞指後來的對波蘭國土的瓜分行為，一般指的是以下三个事件的其中之一：
- 拿破崙時期之後，1815年維也納會議上瓜分華沙公國；
- 1832年「波蘭王國」被俄國吞併，1846年克拉科夫共和國被奧地利吞併；
- 1939年納粹德國與蘇聯根據《蘇德互不侵犯條約》控制各一半的波蘭。

如果以上三个事件有超过一个被认为是瓜分，那么应该有“第五次瓜分”和“第六次瓜分”，但是实际上很少有人用这样的名词。极少数情况下，1918年布列斯特-立托夫斯克条约（苏俄将俄属波兰让给德国）和1945年波茨坦协定（苏联吞并东波兰，但割让德国领土西里西亚和东普鲁士作为波兰的补偿，并在波兰建立共产政权作为卫星国）也被认为是对波兰国土的瓜分。

## 後續

### 總結
| 年份 | 併入奧地利 | 併入奧地利 | 併入普魯士 | 併入普魯士 | 併入俄羅斯 | 併入俄羅斯 | 總計瓜分   | 總計瓜分 | 總計保留   | 總計保留 |
| 年份 | 面積       | %          | 面積       | %          | 面積       | %          | 面積       | %        | 面積       | %        |
| ---- | ---------- | ---------- | ---------- | ---------- | ---------- | ---------- | ---------- | -------- | ---------- | -------- |
| 1772 | 81900 km2  | 11.17%     | 36300 km2  | 4.95%      | 93000 km2  | 12.68%     | 211200 km2 | 28.79%   | 522300 km2 | 71.21%   |
| 1793 | —          | —          | 57100 km2  | 7.78%      | 250200 km2 | 34.11%     | 307300 km2 | 41.90%   | 215000 km2 | 29.31%   |
| 1795 | 47000 km2  | 6.41%      | 48000 km2  | 6.54%      | 120000 km2 | 16.36%     | 215000 km2 | 29.31%   | 無         | 0%       |
| 總計 | 128900 km2 | 17.57%     | 141400 km2 | 19.28%     | 463200 km2 | 63.15%     | 733500 km2 | 100%     |            |          |

### 影響
拿破崙曾建立了華沙公國，但他失敗后的維也納會議使局勢對波蘭人更加不利。俄國獲得了更多波蘭領土。在鎮壓了1831年的起義後，華沙公國的自治權被取消，波蘭人的財産被沒收充公，強徴入伍，大學也被關閉。1863年的起義之後，波蘭被強制推行俄化的中學教育，文化程度出現大幅下降。在奧地利部分，波蘭人成了二等公民，允許在國會派出代表和建立自己的大學，盧布林和克拉科夫成為波蘭教育的中心。與此同時，普魯士將波蘭的整套教育系統德國化，較俄國而言完全不尊重波蘭人的文化和制度。
拜第一次世界大戰以及俄國革命的混亂狀態所賜，根據戰後的《凡爾賽和約》，波蘭終于在亡國的123年後恢復了獨立。
瓜分迫使波蘭人尋找機會改變現狀。許多波蘭的詩人、政治家、貴族、作家、藝術家被流放（造就了名詞“大遷徙”），成為19世紀的革命者。對獨立和自由的渴望也成了波蘭浪漫主義定義的一部分。波蘭革命者參與了在普魯士、奧地利帝國、沙皇俄國的起義。波蘭軍團曾與拿破崙並肩作戰。在“為了我們和妳們的自由”的口號下，波蘭人廣泛參與了1848年革命（尤其是匈牙利革命）。